# Joazaf (patriarcha Konstantynopola)
Joazaf I Kokkas, gr. Ιωάσαφ Α΄ Κόκκας – ekumeniczny patriarcha Konstantynopola w latach 1462–1465 (?).

## Życiorys
Daty jego patriarchatu nie są pewne, często kwestionowane przez badaczy. Pewne jest, że został obalony w wyniku intrygi Jerzego Amirutzesa, który doprowadził do wygnania patriarchy.